# Henry Keller
Henry George Keller, né le 3 avril 1869 et mort le 3 août 1949, est un peintre américain.

## Biographie
Henry George Keller, né le 3 avril 1869, est le fils de Jacob et de Barbara Keller.
Il étudie sous Julius Hugo Bergmann à l'Académie des beaux-arts de Düsseldorf et il poursuit ses études à Karlsruhe et à Munich où il remporte une médaille d'argent et un prix d'une valeur de 1 600 dollars. Il organise une école d'art informelle à Berlin Heights dans l'Ohio, de 1903 à 1914.